# Culiseta littleri
Culiseta littleri är en tvåvingeart som först beskrevs av Taylor 1914.  Culiseta littleri ingår i släktet Culiseta och familjen stickmyggor. Inga underarter finns listade i Catalogue of Life.